# Ґонт (геральдика)
Ґонт — у геральдиці простий прямокутник.

## Опис і дизайн
У гербі може з'явитися одна або кілька ґонт. Якщо кілька, необхідно вказати їх кількість. Коли вони пливуть у полі, вони є негеральдичною фігурою. Такі назви, як черепиця також можна знайти в описах зображення ґонта. Шари — поздовжній ґонтовий (стовпоподібний, тобто стоячий), лежачий ґонтовий (балоподібний), похилий і похилий вліво. Зі скошеними кінцями (паралелограмами) ґонт називається обрізаним.

Ґонт
Ґонтоване поле
Дротяні ґонти
Ґонтовий (вкритий ґонтом; у вістрі)

Ґонтоване поле — ґонти, що розміщені у вигляді витягнутої з одного боку шахівниці. Утворюється шляхом перетину вертикальних і горизонтальних ліній. Утворені прямокутники на короткій стороні почергово зафарбовують. Розділене таким чином гербове поле є покрите ґонтом або прикрашене вузькими шахівницями. Найпростіший ґонт відповідає прямокутнику у співвідношенні сторін 1×2. Ґонтування — це геральдична конструкція.
Якщо прямокутники в полі герба горизонтальні по довгій стороні, для цього зображення такі терміни, як каміння або цегла. Тоді в описі герба йдеться про кам'яну кладку. Якщо видно лише розділові лінії й немає жодної тинктури, це означає, що воно має чорний колір у колір поля або квадрат у випадку фігур, наприклад будівель.

Розрізання черепиці (Айзендорф ФРН)

В іншому випадку існують також похилі (праві) черепиці та похилі ліві черепиці.
Ґонт — це також пухкий візерунок з невеликими прямокутниками (посіяний/посипаний ґонтом).
Існує також ґонт, отримана від фігури. Він схожий на зубчастий розріз, але більш грубий і завжди складається з нерівних прямокутників і має іншу тематичну прив'язку.
Ґонт, вкорочений до квадрата, називається чотирикутником або чвертьполем, закруглена внизу — щитком. Хамаїди — три накладені одна на одну черепиці, які стають коротшими догори або донизу. Хоча ґонт може бути плаваючим стовпом, балкою або похилою балкою, він не називається так, тому що ці два об'єкти суттєво відрізняються один від одного. Косий ґонт називається ламаним, коли він є конкретно емблемою родового герба; її розглядають як сильно вкорочену косу нитку.

## Приклади

Перфорований поздовжній ґонт (Кампань-сюр-Од Франція)
Золота горизонтальна черепиця, у супроводі двохоленячі рогів (Кіргундем ФРН)
Чорний, золотий ґонт (ґонтоване,засіяна ґонтом; Фамар Франція)
Усіяний зверху ґонтом, знизу сріблясто-чорним ґонтом (Вільнсдорф ФРН)

## Вебпосилання
- Бернхард Петер: Геральдичні зображення: прості окремо стоячі предмети, черепиця, ромби
- Schindeln (Heraldik)